# Бохоль (остров)
Бохо́ль (Бохол, таг. Bohol) — десятый по величине остров Филиппинского архипелага, центр одноимённой провинции.

## Географическое положение

Физическая карта острова Бохол

Расположен к юго-востоку от острова Себу (отделяется от него проливом Себу) и к юго-западу от острова Лейте. От острова Минданао отделён морем Минданао (называемым также иногда морем Бохоль).
Площадь острова 3269 км², протяжённость береговой линии — 261 км.
Население — 1 255 128 человек (2010 год).
Административный центр — город Тагбиларан (Tagbilaran).

## Климат
Как на Лусоне и в северной части Висайских островов, Бохоль подвержен действию тайфунов. Погода в основном влажная в течение всего года. Действия тайфунов несколько ослабляется горными участками на соседних островах Лейте и Самар.
С ноября по апрель действует северо-восточный муссон (амихан). Это — наиболее влажное время года. Температура воздуха колеблется от 25 (ночью) до 28 (днем) градусов Цельсия. С мая по июль немного жарче и суше. В августе-октябре начинает действовать юго-западный муссон (хабагат). Погода в этот период непредсказуема.

## История
Практически с момента открытия и вплоть до первой половины XX века остров Бохоль находился под юрисдикцией Испании.
15 октября 2013 года на острове произошло землетрясение магнитудой 7,2 балла. 222 человека погибли, 8 пропали без вести, 976 человек получили ранения. Всего были затронуты более 3 млн человек.

## Ресурсы
Бохоль располагает достаточными рекреационными ресурсами и является признанным курортным регионом мирового уровня.
На острове Бохоль и соседнем Панглао (Panglao), соединённом с Бохолем автомобильным шоссе, находится множество пляжей с белым песком. Песок с Бохоля экспортируется на пляжи в различные регионы мира.
Для туристов представляют интерес и реки Бохоля. Самая крупная — Лобок, протекает от центра острова к побережью. Остальные — Инабанга, на северо-западе острова, Абатан, на юго-западе, и Ипиль, на севере.
Многочисленные водопады и пещеры встречаются повсюду. Наиболее красив водопад Маг-Асо. Вода в водоемах прохладная и умеряет типичную для острова жару.
Бохоль пользуется популярностью у любителей дайвинга.

## Достопримечательности
- «Шоколадные холмы» — множество конусообразных возвышенностей, покрытых травянистой растительностью
- Центр долгопятов
- Река Лобок (Loboc), по которой совершаются речные круизы
- Водопад Маг-Асо (Mag-Aso)

## Галерея

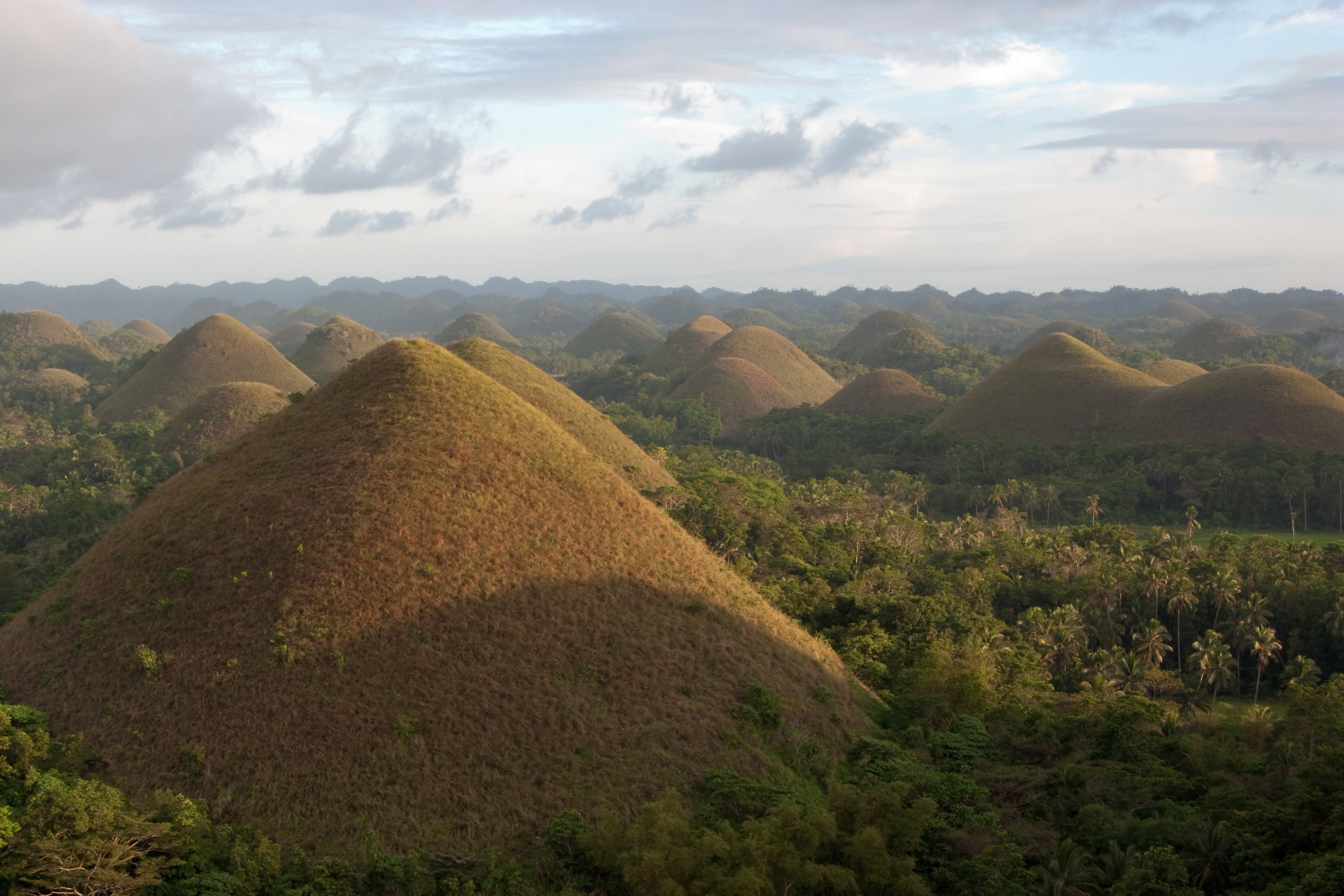
Шоколадные холмы
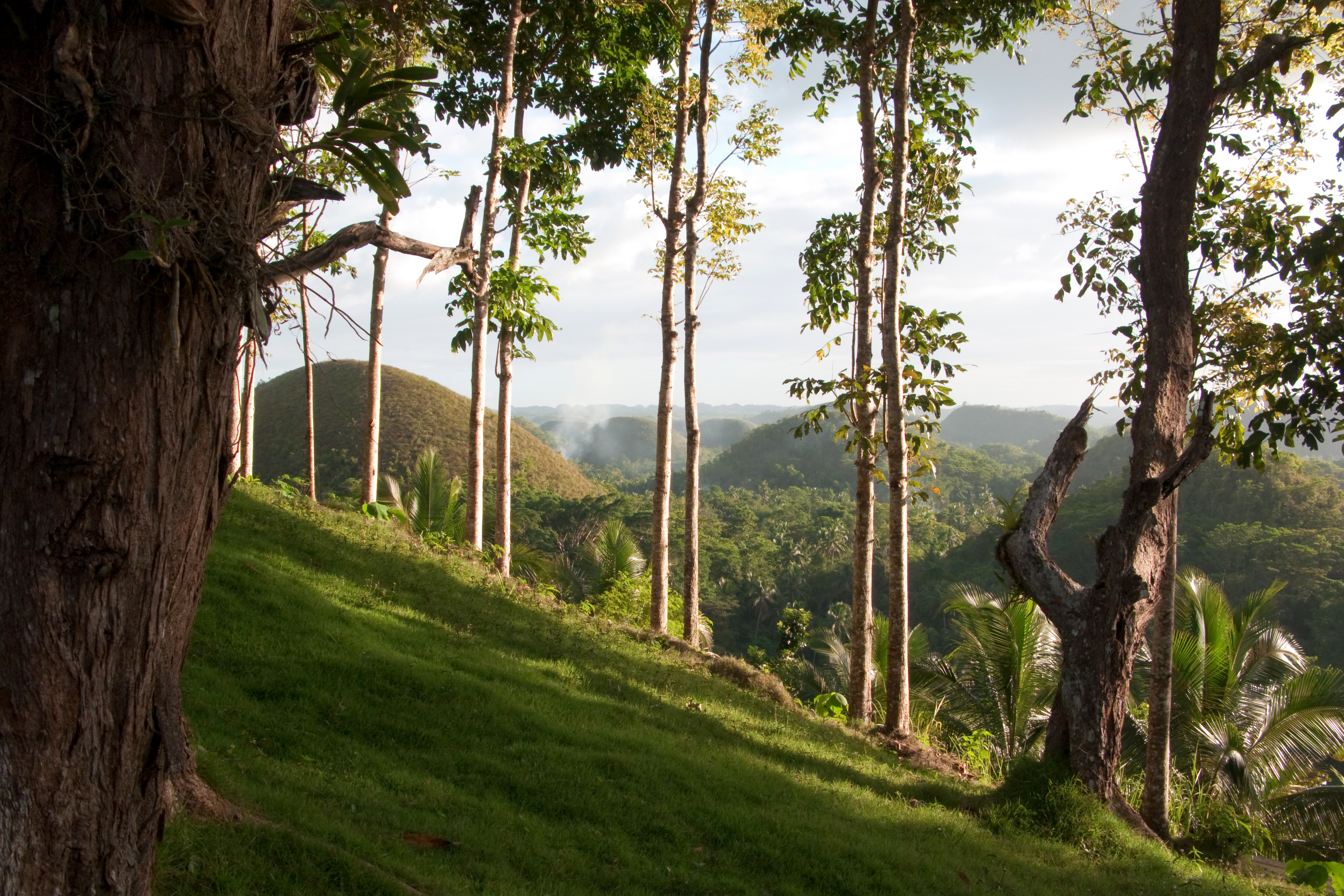
Шоколадные холмы
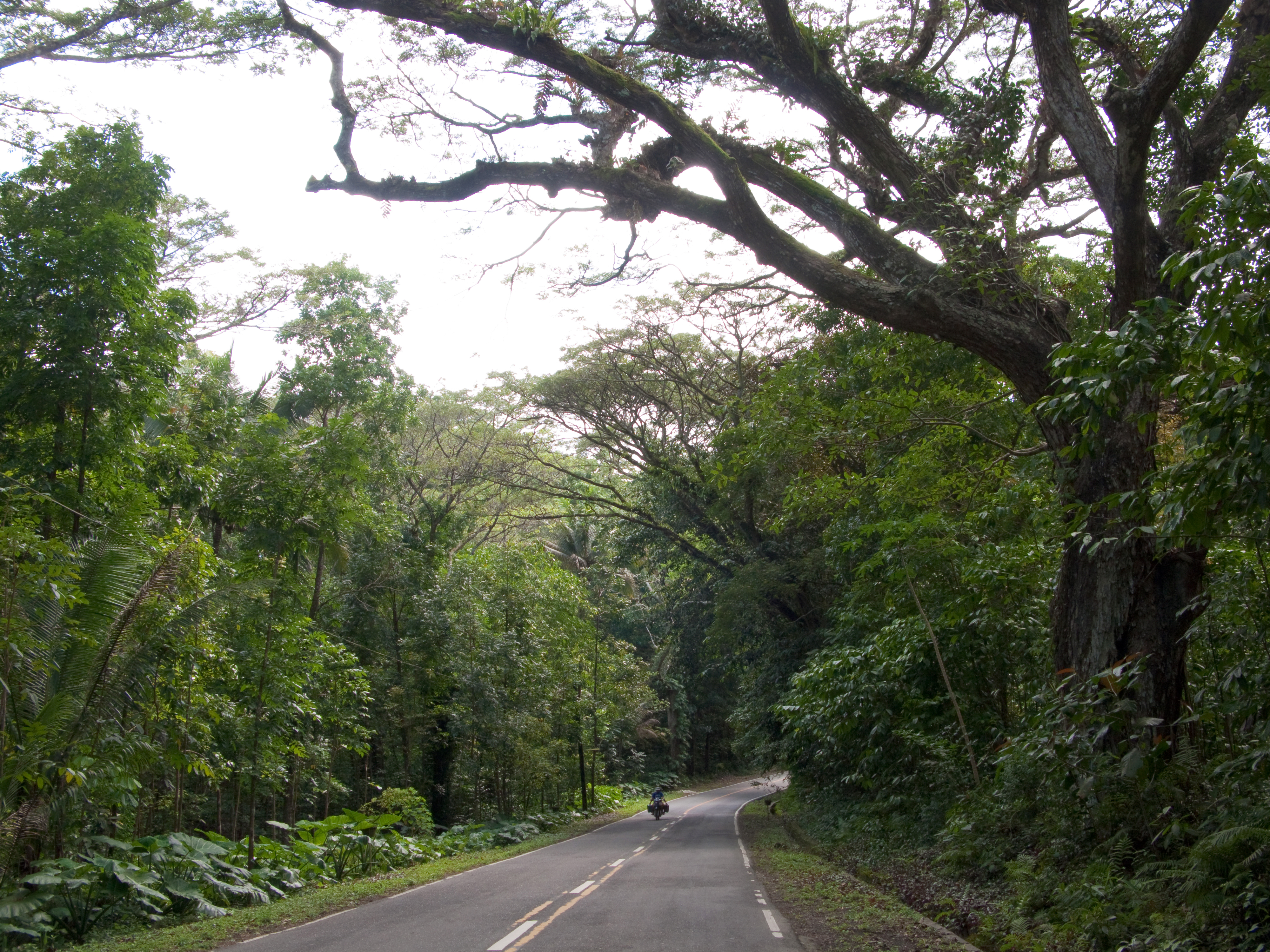
Дорога
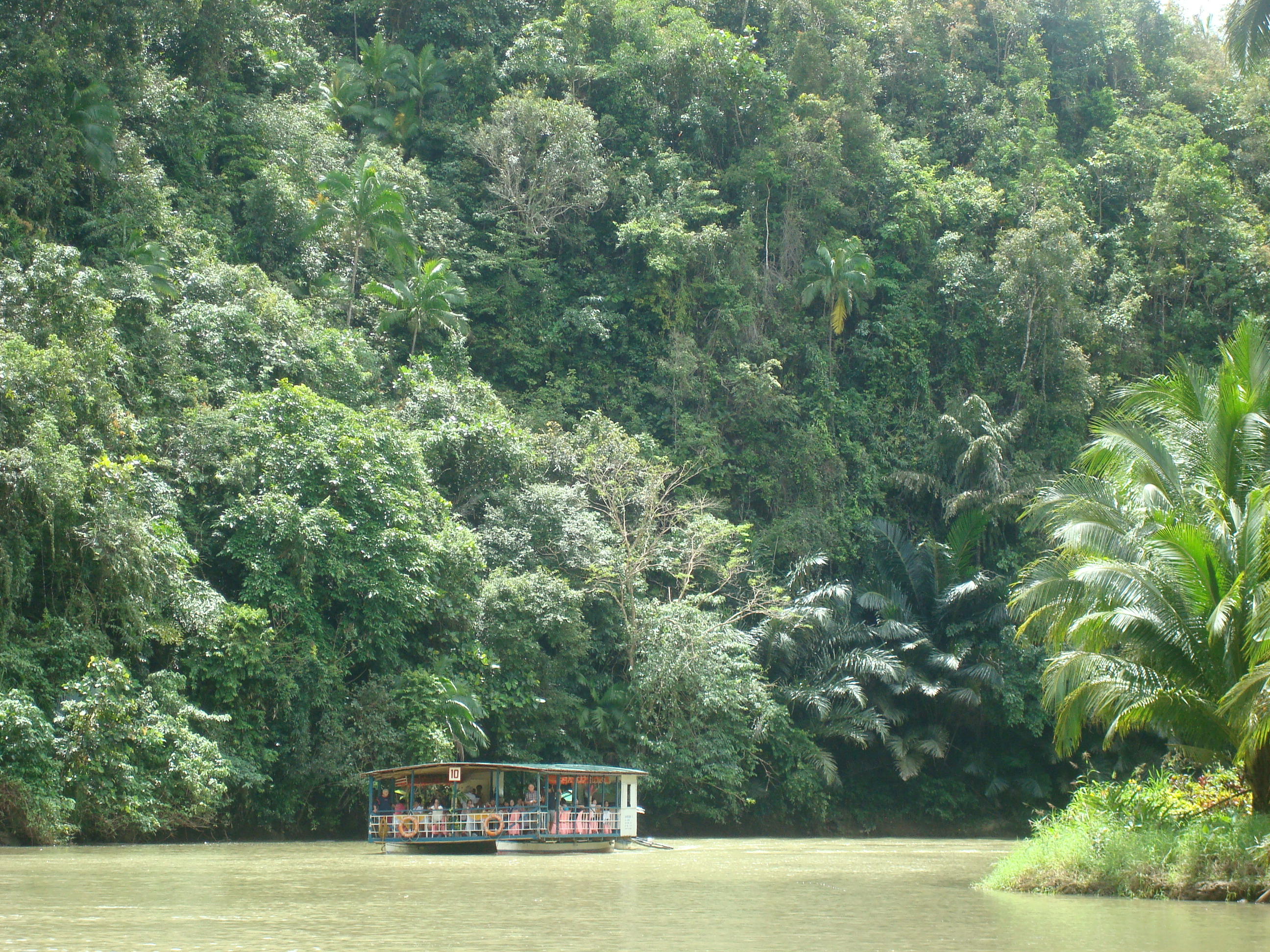
Круиз по реке Лобок
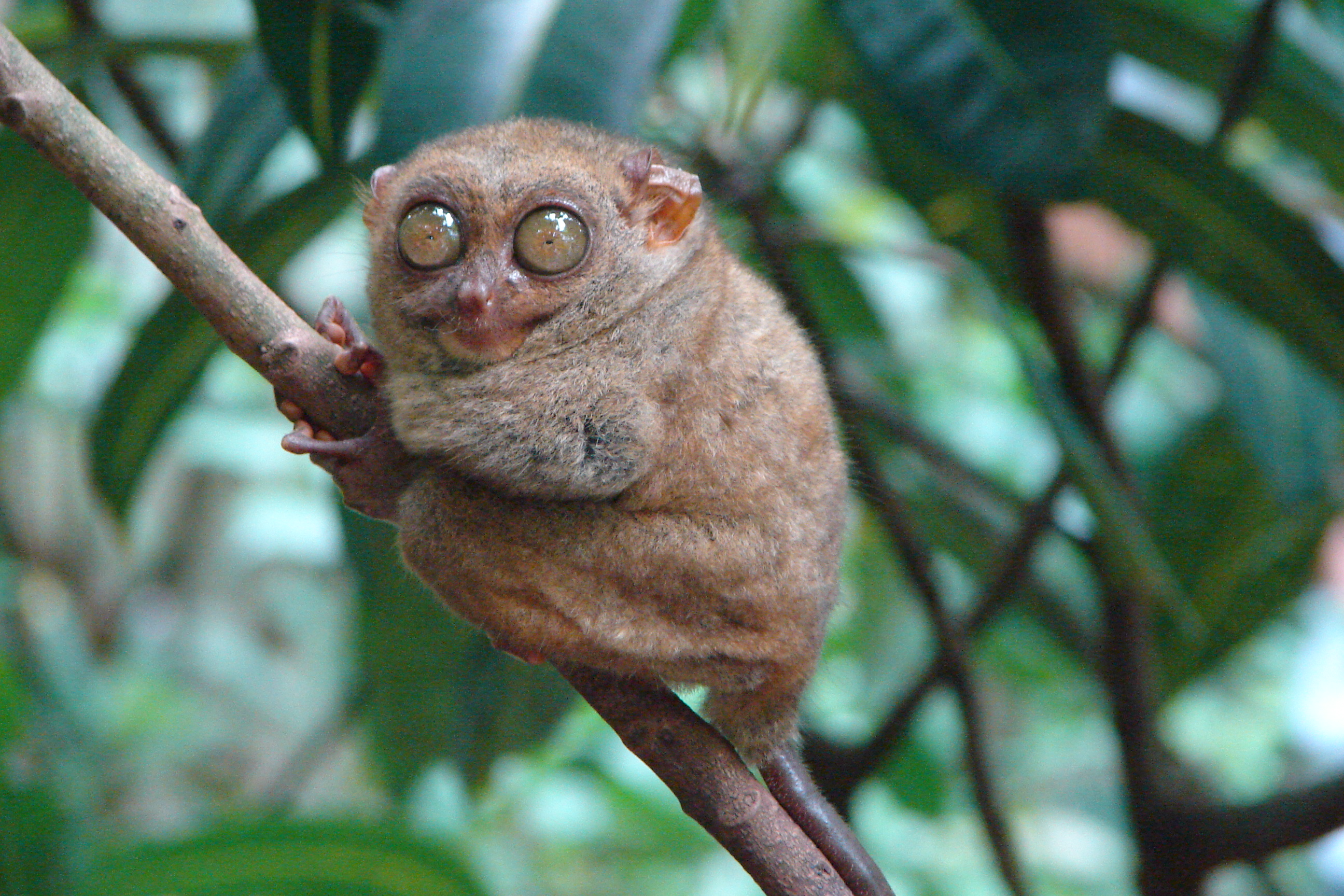
Филиппинский долгопят
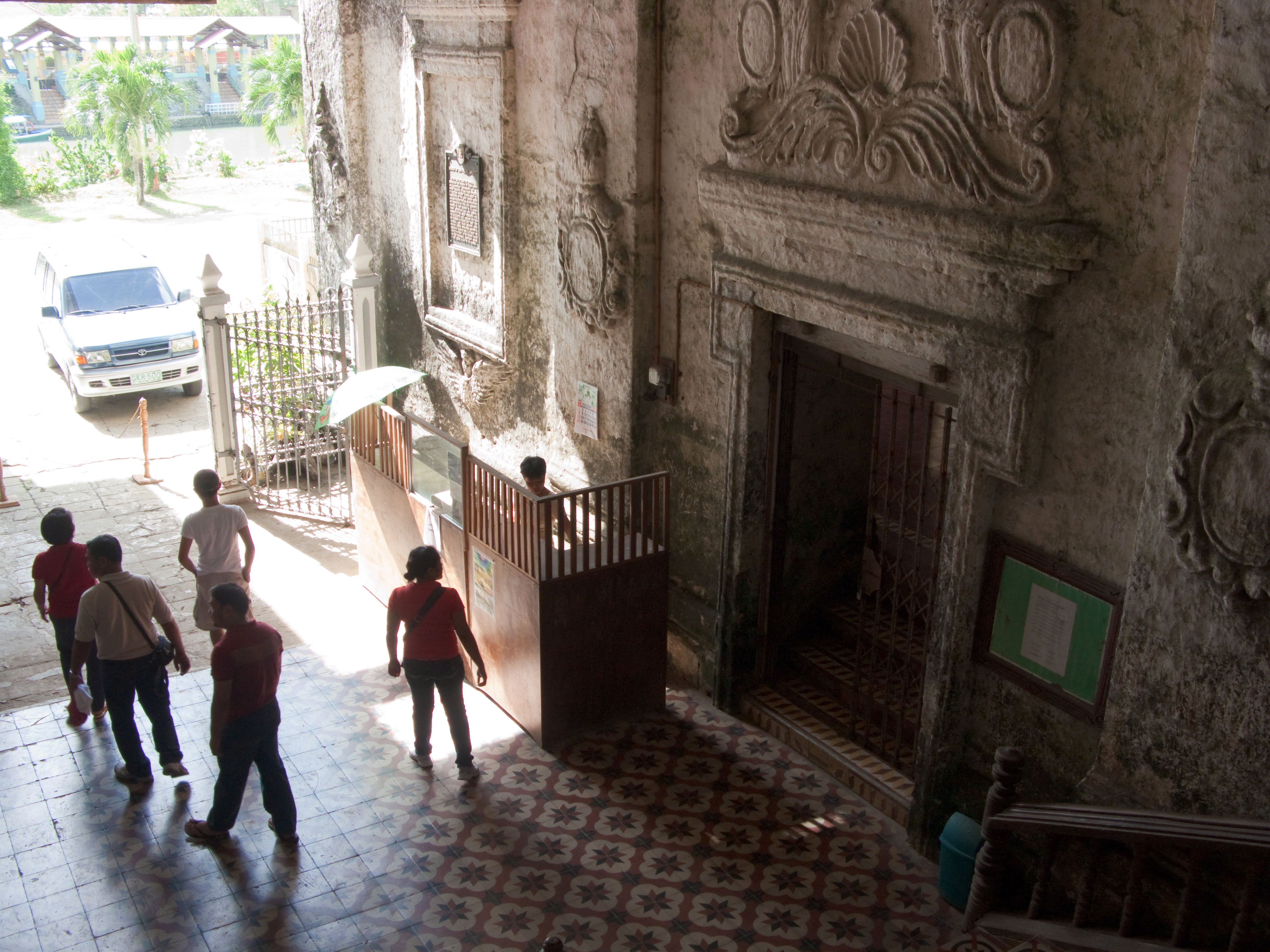
Музей Лобока
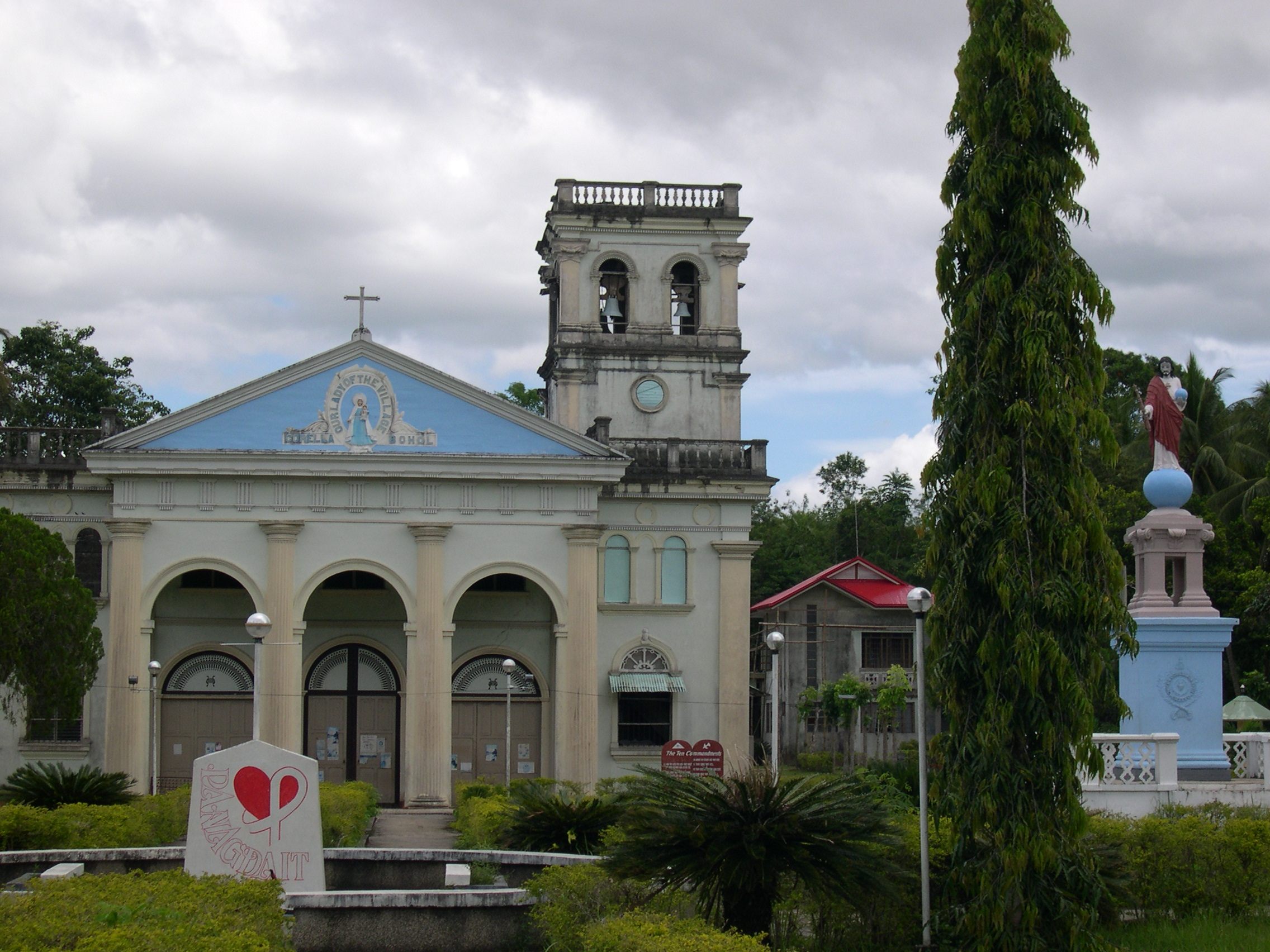
Католический храм в Корелле
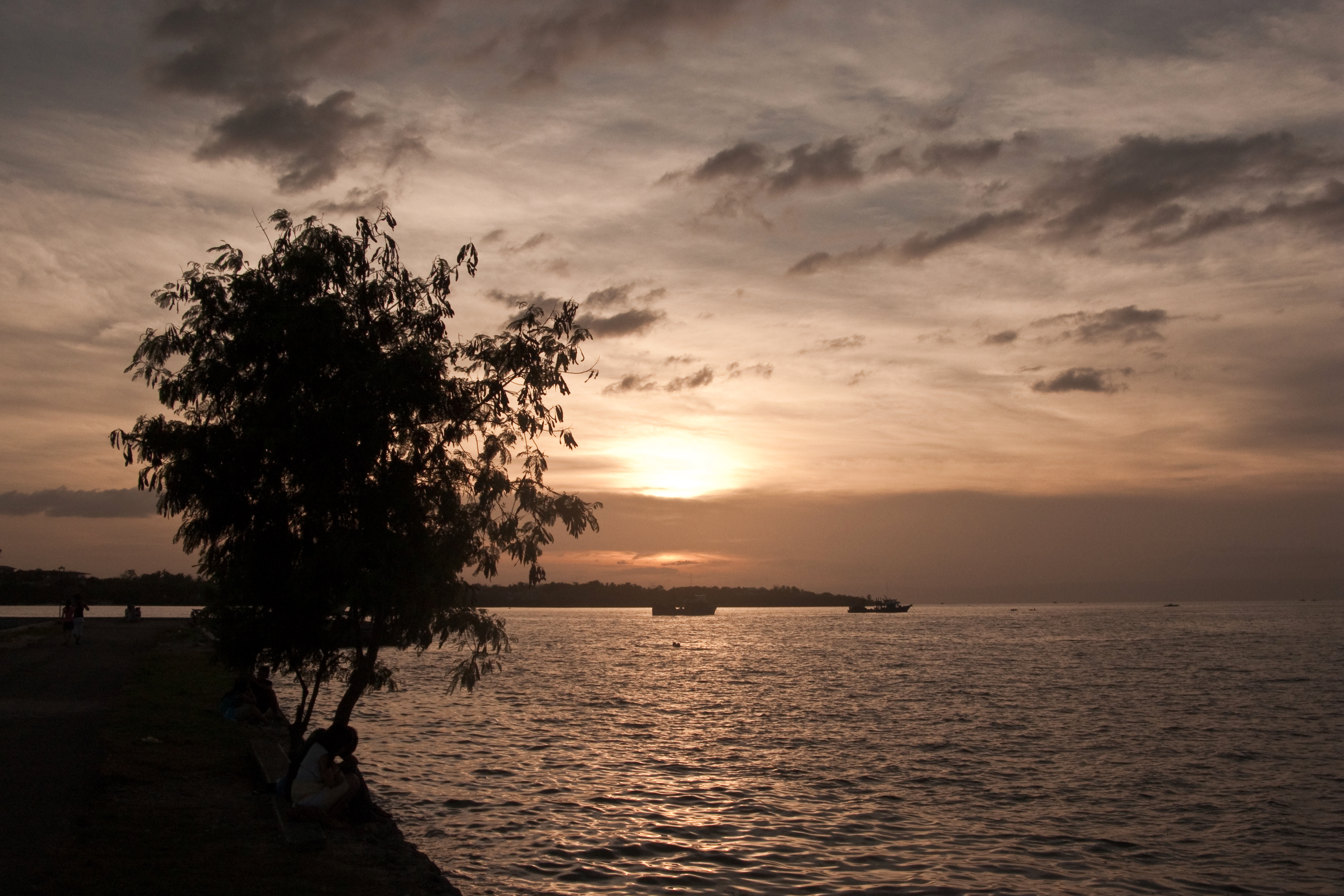
Тагбиларан